# Olga Signorelli

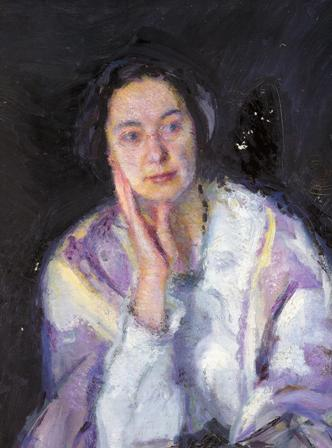
Armando Spadini: Porträt Olga Signorelli (vor 1925)

Malvina Olga Resnevič Signorelli (*  8. August 1883 in Jaunsvirlaukas in der Nähe von Jelgava in Lettland,  Russisches Kaiserreich; † 17. Dezember 1973 in Rom) war eine italienische Schriftstellerin und Übersetzerin aus dem Russischen.

## Leben
Malvina Olga Resnevič, Tochter von Adolfo Resnais, studierte Medizin in Bern, ab 1904 in Siena und ab 1906 in Rom, wo sie ihr Studium 1908 abschloss. Mit dem Arzt Angelo Signorelli (1878–1952) hatte sie drei Töchter, Maria, Elena und Vera. Ohne mit ihm verheiratet zu sein, nahm sie seinen Namen an, den sie auch nach der Trennung beibehielt.
Sie schloss Freundschaft mit der Feministin Sibilla Aleramo. Sie arbeitete als Kinderärztin in einem Krankenhaus in der via Morosini.
Signorelli hatte literarische Interessen und schrieb mit Giuseppe Ungaretti und Scipio Slataper in der Zeitschrift La Voce. Seit dem Ersten Weltkrieg arbeitete sie vermehrt literarisch und war mit dem Slawisten Ettore Lo Gatto als Übersetzerin tätig. Sie übersetzte u. a. Werke und Briefe von Lew Tolstoi, Tschechow, Sergei Jessenin und Dostojewski ins Italienische. Mit dem 1924 nach Italien emigrierten Wjatscheslaw Iwanow war sie befreundet und führte einen Briefwechsel mit dem Schriftsteller und Herausgeber von La Voce Giovanni Papini.
Signorelli schloss 1915 Freundschaft mit der Schauspielerin Eleonora Duse. Sie hat verschiedene Ausgaben ihres Briefwechsels und biographische Texte über La Duse veröffentlicht und 1938 eine weitere Biografie.
Sie sammelte Gegenwartskunst, und unter ihren Malerfreunden waren Virgilio Guidi, Filippo de Pisis und Ferruccio Ferrazzi. Mit dem Tänzer Aurel von Milloss war sie ebenfalls befreundet.

## Schriften (Auswahl)
- Eleonora Duse, Roma, Signorelli 1938
- (Hrsg.): Lettere di pace e di guerra di Eleonora Duse (1913-1922), 1939
- Olga Resnevic-Signorelli: Eleonora Duse: Leben und Leiden der großen Schauspielerin. Übers. v. Hanna Kiel. Berlin, Deutscher Verlag 1939
- Das Vermächtnis der Duse: Ein Lebensbild aus Briefen, Bekenntnissen, Erinnerungen. Aus dem Italienischen von Olga Resnevič Signorelli, Hanna Kiel, Günther Birkenfeld. Herrenalb, Erdmann 1962
- Isadora Duncan, Eleonora Duse. Bologna, Le Maschere 1957.
- Lettere a un'amica. Mailand, All'insegna del pesce d'oro 1967  (Filippo de Pisis)
- Carteggio Papini-Signorelli. Mailand, Quaderni dell'Osservatore 1979